# Дублінська літературна премія
Ду́блінська літерату́рна пре́мія (англ. International IMPAC Dublin Literary Award) — одна з найпрестижніших літературних премій у світі.
Була заснована в 1996 році міською радою Дубліна і американським інвестиційним фондом ІМПАК (IMPAC). Одне з програмових завдань премії — відродження слави Дубліна як «літературної Мекки». Вручається щорічно за найкращий прозовий твір англійською мовою. Розмір премії — €100 000.
Дублінська премія вважається не лише однією з найбільших у грошовому виразі, але й однією з найбільш демократичних у світі, оскільки претендувати на неї може письменник будь-якої національності з будь-якої країни. Єдиним обмеженням є обов'язкова публікація книги англійською. Якщо книга спочатку видана іншою мовою, то 25 % премії отримує її перекладач.
Твори висуваються на присудження премії громадськими бібліотеками світу за результатами опитування читачів. Міжнародне журі вибирає з загальної кількості «короткий список» — кілька найбільш гідних, серед яких лише один стає переможцем. У 2008 році на Дублінську премію претендували 137 авторів, представлені 161 бібліотекою світу. У 2010 році на премію претендували 156 авторів з 46 країн.

## Обрані лауреати
| Рік  |  | Переможець               | Роман                           | Автори і романи, що потрапили до «короткого списку» |  |
| ---- |  | ------------------------ | ------------------------------- | --- |  |
| 1996 |  | Девід Малуф              | «Згадуючи Вавилон»              | - Джон Бенвілл — «Привиди» - В. С. Найпол — «Дорога в мир» - Сейс Нотебоом — «Наступна історія» - Конні Палмен — «Закони» - Жозе Сарамаго — «Євангеліе від Ісуса» - Джейн Уркухарт — «Away» |  |
| 1997 |  | Хав'єр Маріас            | «Біле серце»                    | - Шерман Алексі — «Блюз резервації» - Рохінтон Містрі — «Крихка рівновага» - Дуонг Тху Хуонг — Novel Without a Name - Антоніо Табуккі — «Стверджує Перейра. Покази свідка» - Ларс Густафссон — A Tiler's Afternoon - Ей. Дж. Верделле — Хороша негритянка - Алан Ворнер — Морверн Каллар                                                                             |  |
| 1998 |  | Герта Мюллер             | «The Land of Green Plums»       | - Маргарет Етвуд — «На прізвисько Грейс» - Андре Брінк — Imaginings of Sand - Девід Дебідін — The Counting House - Девід Фостер — The Glade within the Grove - Джамайка Кінкейд — «Автобіографія моєї матері» - Ерл Лавлейс — «Сіль» - Лоуренс Норфолк — «Носорог для папи римського» - Грем Свіфт — «Останні розпорядження» - Гай Вандерхейг — «Носильник англійця» |  |
| 1999 |  | Ендрю Міллер             | «Жага болю»                     | - Джим Крейс — «Карантин» - Дон Делілло — «Зворотний бік світу» - Франсиско Голдман — «Звичайний Моряк» - Іен Мак'юен — «Пікнік на руїнах розуму» - Харукі Муракамі — «Хроніки Заводного Птаха» - Синтія Озик — The Puttermesser Papers - Бернхард Шлінк — «Читець»                                                                                                  |  |
| 2000 |  | Нікола Баркер            | «Широко відкритий»              | |  |
| 2001 |  | Алістер Маклеод          | «Без особливих втрат»           | |  |
| 2002 |  | Мішель Уельбек           | «Елементарні частинки»          | |  |
| 2003 |  | Орхан Памук              | «Мене звати Червоний»           | |  |
| 2004 |  | Тахар Бен Джеллун        | «Ця сліпуча відсутність світла» | |  |
| 2005 |  | Едвард П. Джонс          | «The Known World»               | |  |
| 2006 |  | Колм Тойбін              | «Майстер»                       | |  |
| 2007 |  | Пер Петтерсон            | «Верхи на крадених конях»       | |  |
| 2008 |  | Раві Хаж                 | «De Niro's Game»                | |  |
| 2009 |  | Майкл Томас (письменник) | «Man Gone Down»                 | |  |
| 2010 |  | Гербранд Баккер          | «The Twin»                      | |  |
| 2011 |  | Колум Маккенн            | «Let the Great World Spin»      | |  |
| 2012 |  | Джон Макгрегор           | «Even The Dogs»                 | |  |
| 2013 |  | Кевін Баррі              | «City of Bohane»                | |  |
| 2014 |  | Хуан Габріель Васкес     | «Звук речей, що падають»        | |  |
| 2015 |  | Джим Крейс               | «Harvest»                       | |  |
| 2016 |  | Шарма Акілл              | «Family Life»                   | |  |